# Zdzisław Andruszkiewicz
Zdzisław Antoni Andruszkiewicz (ur. 28 lutego 1928 w Cukrowni Żytyńskiej, zm. 19 listopada 2012) – polski dziennikarz, działacz partyjny i wydawca.

## Życiorys
Od września 1953 do października 1954 pracował jako instruktor w Wydziale Studiów Zarządu Wojewódzkiego Związku Młodzieży Polskiej w Lublinie, od listopada 1954 do marca 1960 był przewodniczącym Rady Okręgowej Zrzeszenia Studentów Polskich tamże, od kwietnia do września 1960 przewodniczącym Okręgowej Rady Studenckiej ZMS przy Komitecie Wojewódzkim Związku Młodzieży Socjalistycznej w Lublinie. W 1960 ukończył studia polonistyczne na Uniwersytecie Marii Curie-Skłodowskiej. W latach 1960–1965 pracował w Centralnym Ośrodku Kadr Aktywu KC ZMS. W latach 1965–1972 był redaktorem naczelnym pisma Walka Młodych. 
Należał do najbardziej aktywnych publicystów uczestniczących w prasowej kampanii propagandowej wymierzonej przeciwko uczestnikom wydarzeń Marca 1968, a także sympatykom (prawdziwym bądź domniemanym) tego protestu (takim jak np. Włodzimierz Brus, czy Paweł Jasienica. 

Widzieliśmy jak garstka prowodyrów zaszokowana zdecydowaną postawą warszawskich robotników (...) wypchnęła młodą dziewczynę, która uderzyła w twarz robotnika, chowając się następnie za plecy rycerskich dżentelmenów.

W cyklu artykułów pisanych razem z Aliną Reutt pod wspólnym tytułem Kim są apostołowie na przełomie marca i kwietnia 1968 opisywał studentów z kręgu komandosów jako inspirowanych działaczami PZPR z czasów stalinowskich, przy czym chodziło wyłącznie o osoby pochodzenia żydowskiego, a także powiązanych z emigracyjnymi ośrodkami uznawanymi za dywersyjne.. W kolejnych artykułach przedstawiał protestujących jako wywyższających się wobec swoich rówieśników bogaczy korzystających z dochodów nie pochodzących z uczciwej pracy (w artykule Apostołowie z 24 marca 1968), okazujących pogardę robotnikom (w artykule Manifest małowiernych z 7 kwietnia 1968), osoby inspirowane przez ośrodki zagraniczne, dodatkowo wyjeżdzające na zachód dla przyziemnych uciech(w artykule Ujawnić suflerów! z 14 kwietnia 1968), a przy tym wykorzystywane w wewnętrznych grach partyjnych z udziałem działaczy usuniętych z PZPR, np. Romana Zambrowskiego (w artykule Manifest małowiernych z 7 kwietnia 1968). Jednocześnie formułował tezę, że bunt studencki nie jest końcem antysocjalistycznych działań przeciwko Polsce (w artykule Bananowe jabłka z 31 marca 1968). Relację z procesu komandosów zatytułował Komandosi przed sądem. Seans nienawiści (w artykule z 24 listopada 1968). Już po odejściu z Walki Młodych nie zgodził się jednak, aby artykuły te weszły do wyboru publicystki Walki Młodych, zatytułowanego Samo życie. 

W szarej gromadzie studenckiej rej wiedli osobnicy ubrani w ortaliony, elastyki, wykwintne golfy, zagraniczne botki, kurteczki we wszystkich odcieniach i fasonach (...). To oni przegrywali w ciągu jednej nocy parę tysięcy w pokera w zakamarkach warszawskich klubów.

Od 1 czerwca 1972 do 8 czerwca 1973 pracował jako starszy instruktor w Wydziale Propagandy i Prasy KC PZPR. W latach 1973–1975 był zastępcą kierownika Wydziału Propagandy, Prasy i Wydawnictw, w latach 1975–1977 zastępcą kierownika Wydziału Prasy, Radia i Telewizji, w latach 1977–1978 kierownikiem Wydziału Organizacji Społecznych, Sportu i Turystyki Komitetu Centralnego Polskiej Zjednoczonej Partii Robotniczej. Promotorem jego kariery w strukturach KC był Jerzy Łukaszewicz.
W latach 1978–1985 był dyrektorem Robotniczej Spółdzielni Wydawniczej „Prasa-Książka-Ruch”. Od lutego 1980 do lipca 1981 wchodził w skład Centralnej Komisji Rewizyjnej PZPR.
W latach 1971–1982 był członkiem Stowarzyszenia Dziennikarzy Polskich, w latach 1974-1977 wiceprzewodniczącym Zarządu Głównego SDP. Od 1979 był wiceprzewodniczącym Zarządu Głównego Towarzystwa Przyjaźni Polsko-Radzieckiej.
W PRL został odznaczony Brązowym, Srebrnym i Złotym Krzyżem Zasługi oraz Krzyżem Oficerskim Orderu Odrodzenia Polski, otrzymał także Złotą Odznakę Honorową Towarzystwa Przyjaźni Polsko-Radzieckiej (1968).
Należał do organizatorów Warszawskiej Organizacji Stowarzyszenia "Pokolenia".
Został pochowany na cmentarzu komunalnym północnym w Warszawie(kwatera  U-V-3 rząd 3 grób 17).